# Un banc, un arbre, une rue
Un banc, un arbre, une rue је била победничка песма на Песми Евровизије 1971. коју је на француском језику извела француска певачица Северин, која је представљала Монако.
Песму је компоновао Жан-Пјер Буртер са француским текстом Ивес Деска. То је класична француска балада. Северин је снимила песму на четири језика; француски, енглески, немачки и италијански.
Télé Monte-Carlo је интерно изабрао Un banc, un arbre, une rue за Песму Евровизије 1971. године. Објављен је промо видео у којем Северин пева песму на празном тргу Монте Карла. Дана 3. априла 1971. у Даблину одржано је такмичење за Песму Евровизије. Жан-Клод Петит је дириговао оркестром током монегашке песме. До краја гласања добила је 128 поена, чиме је била прва од осамнаест песама, те побеђује у такмичењу.